# フオックロン駅
フオックロン駅（ベトナム語：Ga Phước Long / Ga 福隆?）はベトナム社会主義共和国ホーチミン市トゥドゥック市に位置するホーチミン地下鉄の駅である。

## 路線
ホーチミン地下鉄
1号線

## 隣の駅
ホーチミン地下鉄
1号線
ラックチエック駅 - フオックロン駅 - ビンタイ駅